# 卡奇纳尔戈赛恩
卡奇纳尔戈赛恩（Kachnal Gosain），是印度北阿坎德邦Udham Singh Nagar县的一个城镇。总人口4199（2001年）。

## 人口
该地2001年总人口4199人，其中男性2393人，女性1806人；0—6岁人口582人，其中男312人，女270人；识字率72.06%，其中男性为79.23%，女性为62.57%。